# Die immer lacht
Die immer lacht (в превод от немски: „Вечносмеещата се“) е песен на германската певица Керстин От от 2005 година. Песента е записана през 2005 година, но добива популярност през 2016 година след ремикса на диджей дуото „Стереоакт“. Тогава достига до 2-ро място в Германия и Австрия, а впоследствие е класирана и на 2-ро място в годишната класация за сингли в Германия. Песента достига и тройно платинен статус.

## История
От записва песента като любител музикант още през 2005 година. Според разказа ѝ това се случва в рамките на 5 минути в кухнята, докато певицата си мисли за болната си приятелка, откъдето идва и заглавието.

## Позиции
| Класация | Най-висока позиция |
| -------- | ------------------ |
| Германия | 2                  |
| Австрия  | 2                  |